# Sutorectus
Genre
Statut de conservation UICN

 LC  : Préoccupation mineure
 Sutorectus tentaculatus 
Répartition géographique
Sutorectus est un genre de requin-tapis comprenant une ou deux espèces.

## Systématique
Le genre Sutorectus a été décrit pour la première fois par l'ichtyologiste australien Gilbert Percy Whitley en 1939 à partir de l'orthotype Crossorhinus tentaculatus Peters, 1839.

### Publication originale
- Publication originale : (en) Whitley, G.P., « Taxonomic notes on sharks and rays », Australian Zoologist, vol. 9, no 3,‎ 1939, p. 227–262 (lire en ligne)

### Liste des espèces
Selon ITIS et FishBase:
- Sutorectus tentaculatus  (Peters, 1864) -- Requin-tapis cordonnier